# Publio Silio Nerva
Publio Silio Nerva (en latín: Publius Silius Nerva) fue un senador que vivió a finales del siglo I a. C. y principios del siglo I, y desarrolló su cursus honorum bajo el reinado de Augusto. fue cónsul en el año 20 a. C. junto con Marco Apuleyo.

## Orígenes familiares
Los Silio Nerva habían sido registrados como patricios ya bajo el gobierno de Augusto. Sobre la situación familiar de Silio, casi nada es seguro; solo se sabe que fue hijo de un Publio Silio, un senador partidario del emperador Augusto, que había alcanzado el rango de pretor. 

## Carrera política
En el año 20 a. C., fue elegido cónsul y luego fue legado en Hispania Citerior. En el año 16 a. C. fue registrado como gobernador de Iliria. Allí consiguió victorias sobre los ilirios y las tribus de los Alpes. Quizás fue aquel personaje mencionado por Suetonio que compartía la mesa de Augusto y jugaba a los dados con él a menudo.

## Matrimonio y descendencia
Su esposa fue Coponia; de esta unión, nació Aulo Licinio Nerva Siliano, cónsul en el año 7 y quizás Publio Silio, cónsul en el año 3. Es posible que Cayo Silio fuera su hijo de un segundo matrimonio con una mujer desconocida.